# Leśna (gromada w powiecie lubańskim, 1954–1972)
Leśna – dawna gromada, czyli najmniejsza jednostka podziału terytorialnego Polskiej Rzeczypospolitej Ludowej w latach 1954–1972.
Gromady, z gromadzkimi radami narodowymi (GRN) jako organami władzy najniższego stopnia na wsi, funkcjonowały od reformy reorganizującej administrację wiejską przeprowadzonej jesienią 1954 do momentu ich zniesienia z dniem 1 stycznia 1973, tym samym wypierając organizację gminną w latach 1954–1972.
Gromadę Leśna z siedzibą GRN w Leśnej (wówczas wsi, nie wchodzącej w skład gromady) utworzono – jako jedną z 8759 gromad na obszarze Polski – w powiecie lubańskim w woj. wrocławskim, na mocy uchwały nr 19/54 WRN we Wrocławiu z dnia 2 października 1954. W skład jednostki weszły obszary dotychczasowych gromad Miłoszów i Smolnik (bez przysiółka Jurków) ze zniesionej gminy Leśna oraz Świecie ze zniesionej gminy Pobiedna w tymże powiecie. Dla gromady ustalono 23 członków gromadzkiej rady narodowej.
31 grudnia 1961 do gromady Leśna włączono obszar zniesionej gromady Grabiszyce Średnie oraz wieś Stankowice ze zniesionej gromady Złotniki Lubańskie w tymże powiecie.
Gromada przetrwała do końca 1972 roku, czyli do kolejnej reformy gminnej. 1 stycznia 1973 w powiecie lubańskim reaktywowano gminę Leśna.
Uwaga: W 1954 roku w powiecie lubańskim funkcjonowały dwie jednostki o nazwie gromada Leśna – drugą była gromada Leśna.